# María Djukich
María Djukich (1939- 1982)  fue una deportista argentina que compitió en natación adaptada. Destacó por integrar la primera delegación paralímpica argentina a los Juegos Paralímpicos de Roma 1960. Allí obtuvo una medalla de plata en 50 m espalda. Luego estudió en la universidad, donde obtuvo el título de psicóloga. Trabajó para ALPI con niños discapacitados.

## Roma 1960
| Natación: 50 m espalda clase 4 | Natación: 50 m espalda clase 4 | Natación: 50 m espalda clase 4 | Natación: 50 m espalda clase 4 | Natación: 50 m espalda clase 4 |
|                                | Nadadora                       | País                           | Tiempo                         |                                |
| ------------------------------ | ------------------------------ | ------------------------------ | ------------------------------ | ------------------------------ |
| 1                              | Zander                         | Alemania                       | 0:37.90                        |                                |
| 2                              | María Djukich                  | Argentina                      | 0:38.10                        |                                |
| 3                              | Margaret Harriman              | Rodesia                        | 0:54.30                        |                                |